# Pepe – Was kann die Welt schon kosten
Pepe – Was kann die Welt schon kosten ist eine von George Sidney inszenierte, drei Stunden lange, US-amerikanisch-mexikanische Filmkomödie mit Starbesetzung. Dem mexikanischen Komiker Cantinflas in der Haupt- und Titelrolle stehen 35 Hollywoodstars in Gastauftritten zur Seite.

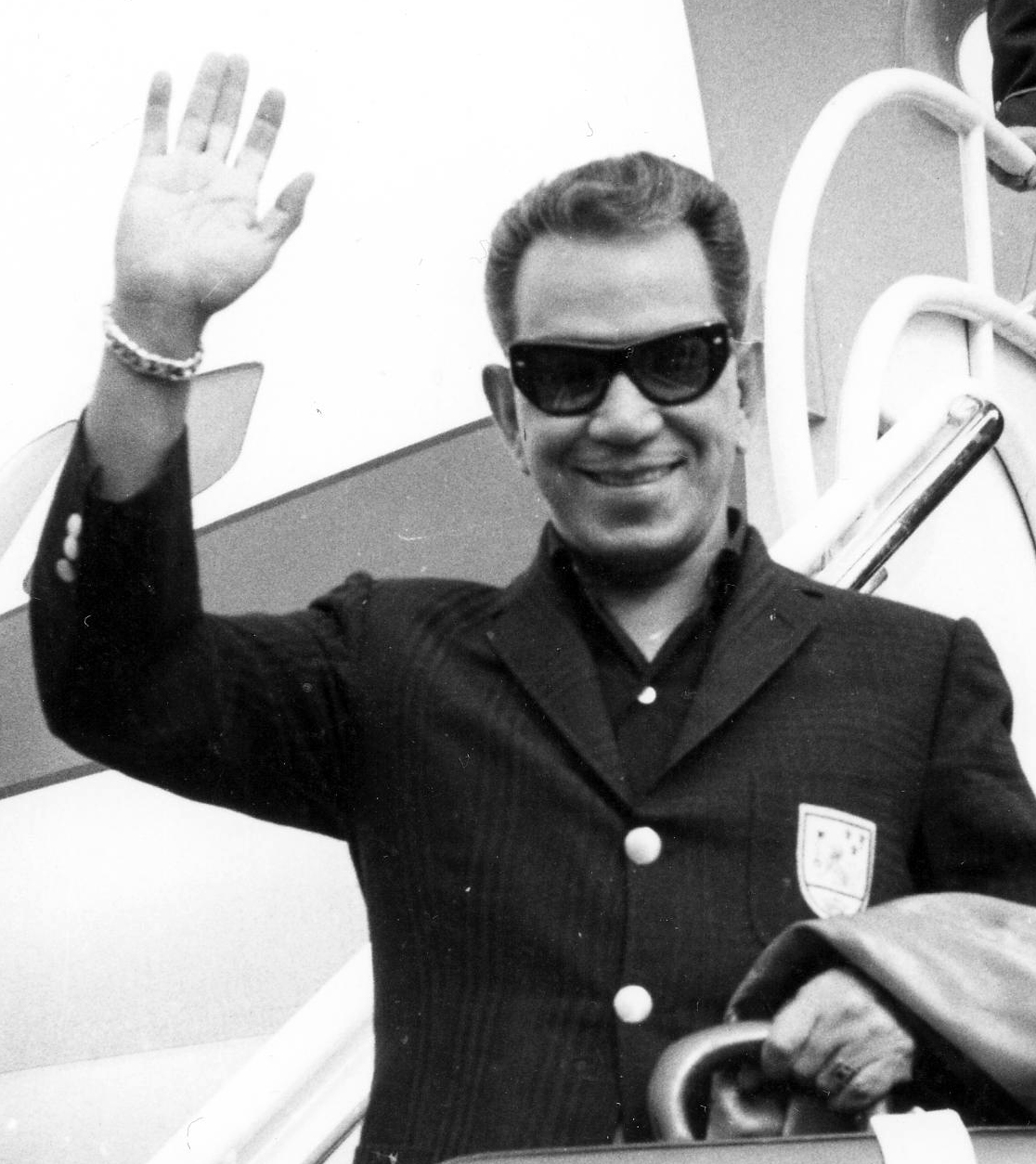
Cantinflas, der Star des dreistündigen Films

## Handlung
Der mexikanische Landarbeiter Pepe ist auf einer Pferdezucht-Hacienda nahe Acapulco, wo wohlhabende US-Amerikaner ihre Urlaubstage verbringen, beschäftigt. Seine ganze Liebe gehört einem weißen Zuchthengst, der den Namen „Don Juan“ trägt. Eines Tages soll das edle Ross versteigert werden. Pepe ist zutiefst bestürzt, als der Hollywood-Regisseur Ted Holt den Schimmel ersteigert und diesen über die Grenze, in die Filmmetropole Hollywood, mitnimmt. Holt plant, mit „Don Juan“ sein Comeback als Filmemacher einzuläuten und muss zu diesem Zweck nur noch einen Produzenten überzeugen. Derweil ist Pepe, ein Ausbund an Bescheidenheit, Liebenswürdigkeit und Freundlichkeit, auf dem Weg nach Los Angeles, in der vagen Hoffnung, „Don Juan“ von den Traumfabrikanten mit eigens erspartem Geld zurückzukaufen.
In Tinseltown stolpert er von einem Missgeschick ins Nächste und lernt dabei eine Fülle von Hollywoodstars kennen, die seine Wege kreuzen. In Las Vegas begegnet Pepe einem Casinobesitzer und gewinnt mit einem Einsatz von lediglich drei Dollar satte 250.000 Dollar. Selbstverständlich will Pepe Holt damit „Don Juan“ wieder abkaufen (was Holt aber ablehnt) und zugleich den nächsten Film des Regisseurs mitfinanzieren. Zeitgleich taucht eine Blondine namens Suzie Murphy auf, die als Schauspielerin unbedingt groß herauskommen will. Der herzensgute Pepe muss nicht lange überredet werden, ihr zu einer Hauptrolle zu verhelfen. Pepe erweist sich mit seinem erwärmenden Wesen als wahre Inspiration – sowohl für „Don Juan“, der seit seinem Verkauf in die USA die Ohren hängen lässt, als auch für die Jungmimin, die dank Pepes Einsatz tatsächlich ihren Durchbruch als Filmstar erreicht. Am Ende darf Pepe zum Dank seinen „Don Juan“ wieder auf die mexikanische Ranch heimführen.

## Produktionsnotizen
Pepe entstand 1959/60 in Mexiko (u. a. in Acapulco) und den USA (in Los Angeles und Las Vegas) und wurde am 20. Dezember 1960 feierlich uraufgeführt. Die deutsche Erstaufführung erfolgte am 24. März 1961. Die Einspielergebnisse beliefen sich auf 4,8 Millionen US-Dollar.
Cantinflás war vier Jahre zuvor international bekannt geworden mit seiner Rolle des Dieners von Phileas Fogg, Passepartout, in einem weiteren All-Star-Film, In 80 Tagen um die Welt. Judy Garland ist mit ihrer Stimme in einer Rundfunksequenz zu hören.
Jacques Gelman hatte die Produktionsleitung. Die Bauten stammen von Ted Haworth und Jack Martin Smith, die Ausstattung besorgten Philip Q. Abramson, William Kiernan und John McCarthy. Die Kostüme entwarf Edith Head. Der spätere Erfolgsregisseur Walter Hill war einer von drei Regieassistenten George Sidneys.
Für die deutsche Fassung von Pepe sang Willy Hagara 1961 eine eigene Single, „Pepe“, ein.

## Musiktitel
Folgende Musiktitel wurden gespielt:
- That’s How It Went, All Right

Text: Dory Langdon
Musik: André Previn
Gesungen von Bobby Darin
- The Faraway Part of Town

Text: Dory Langdon
Musik und Dirigent: André Previn
Gesungen von Judy Garland (Radioaufnahme)
Tanz: Shirley Jones und Dan Dailey
- Pepe

Text: Dory Langdon
Musik: Hans Wittstatt
Arrangements: Johnny Green
Vorgetragen von Shirley Jones
- The Rumble

Musik und vorgetragen von André Previn
- Lovely Day (Concha Nacar)

Musik: Agustín Lara
spanischer Originaltext: Maria Teresa Lara
englischer Text: Dory Langdon
- Tequila

Text: Chuck Río
- Mimi

Musik: Richard Rodgers
Text: Lorenz Hart
Gesungen von Maurice Chevalier, Cantinflas und Dan Dailey
- September Song

Musik: Kurt Weill
Text: Maxwell Anderson
Gesungen von Maurice Chevalier
- Hooray for Hollywood

Text: Johnny Mercer
Musik: Richard A. Whiting
- Let’s Fall in Love

Text: Cole Porter
Gesungen von Bing Crosby
- South of the Border

Text: Jimmy Kennedy
Musik: Michael Carr
Gesungen von Bing Crosby
- Pennies from Heaven

Musik: Arthur Johnston
Text: Johnny Burke
Gesungen von Bing Crosby

## Filmpreise (Nominierungen)
Dieser Film wurde 1961 für sieben Oscars nominiert:
- Beste Filmbauten bzw. Filmausstattung (Ted Haworth und William Kiernan)
- Beste Kamera (Joseph MacDonald)
- Beste Kostüme (Edith Head)
- Bester Filmschnitt (Viola Lawrence und Al Clark)
- Beste Filmmusik (Johnny Green)
- Bestes Originallied (Faraway Part of Town)
- Bester Ton (Charles Rice)

Golden Laurel:
- Cantinflas erhielt den 5. Platz in der Liste der besten Schauspieler einer Komödie
- Auch der Soundtrack blieb auf dem 5. Platz der Auszeichnungen.

Pepe erhielt überdies drei Nominierungen für den Golden Globe Award:
- Bester Film (Kategorie Musical)
- Bester Schauspieler (Komödie / Musical)
- Beste Originalkomposition

## Kritiken
Der Film erhielt nahezu durchgehend schlechte, zum Teil sehr harsche Kritiken. Nachfolgend einige aus dem In- und Ausland:

„Die seltenen und wunderbaren Talente des mexikanischen Komikers Cantinflas, der auf eine reizende Art dem breiten Publikum als Diener in In 80 Tagen um die Welt vorgestellt wurde, werden schmerzhaft verschleudert und vergeudet inmitten einer riesigen Masse von hollywoodschem Schrott in dem überdimensionalen und übervölkerten [Film] "Pepe".“

„Die von der Verleihreklame kolportierten Lobsprüche auf den mexikanischen Komiker Cantinflas (Chaplin: ‚Der größte Komödiant der Welt‘) werden durch diesen Film nicht bestätigt. In der Rolle eines Tolpatschs mit femininem Gebaren und zweifelhafter erotischer Orientierung – nach einer unerfüllten Zuneigung zu einer Tänzerin findet er zu seiner ‚wahren Liebe‘, einem Zuchthengst, zurück – ähnelt er dem US-Kinoclown Jerry Lewis. Der süßlich und zäh dahinfließenden Handlung helfen auch die meist nur mühsam motivierten Gastauftritte renommierter Stars (Maurice Chevalier, Bing Crosby, Frank Sinatra, Kim Novak) nicht auf.“

„Der Film ist ein Aschenbrödelmärchen, in dem ein Mann – der mexikanische Komiker Cantiflas – die Titelrolle spielt. Und da es sich um ein amerikanisches Aschenbrödelmärchen handelt, spielt darin nicht der Prinz (oder hier die Prinzessin) die Hauptrolle, sondern das Geld. Trotzdem, das Märchen ist zauberhaft; es ist ein Kaleidoskop von Humor, Drama, Burleske, Musik und Gesang. Der Film verstößt mit Eifer gegen die dramaturgischen Gesetze seiner Gattung, aber er ist dennoch eine höchst unterhaltsame Begegnung zwischen Wirklichkeit und Phantasie. In den Lehrgängen der Filmseminare wird gelehrt, ein Film müsse glaubwürdig sein: Diesem Film glaubt man nichts! Ein anderer Grundsatz verlangt, unbedingt die Einheitlichkeit des Stils zu wahren: „Pepe“ gleitet von einem Stil in den anderen.“

„Überlange Starkomödie mit parodistischen Seitenhieben auf die Filmstadt und einigen netten Shownummern.“

„…schier endlos lange, weitgehend inhaltsleere Komödie.“

„Unheimlich langer und zielloser Film verschwendet das Talent von Cantinflas und vielen, vielen Anderen … Das ist nur etwas, wenn man verzweifelt ist.“

„Schwache und schier endlose lange Extravaganz, in der die langweiligen Sequenzen die anderen bei weitem übertreffen.“